# 石原進
石原 進（いしはら すすむ、1945年（昭和20年）4月30日 - ）は、日本の経営者。九州旅客鉄道元相談役。元NHK経営委員長。北九州市立大学理事長。

## 来歴・人物
東京都世田谷区蛇崩川横にあった庭付き木造都営住宅で育つ。父は東京府青山師範学校（のちの東京第一師範学校）出身の公立小学校教諭。父、母、姉、妹、従姉妹の6人で同居していた。妻は国鉄職員の姪で岩手県水沢市出身。世田谷区立駒繋小学校、世田谷区立駒留中学校を経て東京都立戸山高等学校、東京大学法学部第1類（私法コース）を卒業する。
中学では生物クラブ部長を務めた。高校卒業後、1年間駿台予備学校に通い東京大学教養学部に入学。同大学ではワンダーフォーゲル部に所属。3年からは旧司法試験の勉強のため退部し、同好会に移った。旧司法試験第二次試験短答式試験には合格したものの第二次試験論文式試験で財政硬直化の問題が解けずに不合格となり、国家公務員上級試験の席次も94位だったため大蔵省や通商産業省への入省を果たせず、1969年、同大学を学生運動の影響で通常より数か月遅れで卒業となった。
日本国有鉄道勤務時代
1969年6月30日に当時の日本国有鉄道に入社。事務職の同期は20人で、中島尚俊、小池明夫などがいた。石原も旭川駐屯地での1週間の体験入隊、中央鉄道学園での研修を経て、2年間盛岡鉄道管理局に勤務する。駅の業務の他、花輪線などでの蒸気機関車運転士や炊事当番も経験した。
1971年から日本国有鉄道事業局に勤務し関連事業を担当。アテネ・フランセ、日仏学院などでフランス語を学んだのち、1973年6月から1975年6月まで、社内制度を用いてフランス共和国に留学。最初はグルノーブル大学法学部大学院に留学するが、フランス語がわからなかったため一旦語学学校に入り直し、その後1年コースのパリ第1大学I.A.E.（経営大学院）に入学する。社会心理学と法律の単位で一旦不合格になるが、追試で合格となった。1日3-4時間の睡眠時間で勉強に専念した。1975年に帰国すると、職員局給与課に配属される。1984年12月から1986年2月まで門司鉄道管理局総務部長。1986年の日本国有鉄道改革法成立時には国会担当の調査役を務めており、睡眠時間3-4時間の日が続いた。
JR九州時代
石原は、1986年まで門司鉄道管理局にいたことから1987年の国鉄分割民営化後はJR九州入社とすることとなり、同社総合企画本部経営管理室長に就任した。以降、九州に定住し1990年総務部長、1993年6月に同社取締役総務部長に就任する。1995年同社取締役鉄道事業本部副本部長及び営業本部長、1996年同社取締役関連事業本部長及び関連事業本部企画部長、1997年6月同社常務取締役（経理部、監査室担当）、2001年1月に同社常務取締役総合企画本部長、2001年6月に専務取締役総合企画本部長を歴任、2002年6月21日、同社代表取締役社長に就任。JR九州高速船など多くの関連企業で無給取締役を務める。
2008年5月に行われた同社経営陣刷新でも留任した。なお、2011年の九州新幹線全線開通まで社長に留まるとの予測があった が、2009年6月23日の定時株主総会 をもって代表権のある会長に就任した（石原の後任は唐池恒二専務取締役が就任した。）。2012年6月から取締役会長、2014年6月から相談役。
石原はこの間に福岡経済同友会代表幹事、一般社団法人九州経済連合会副会長・第一会長職務代行、一般社団法人九州ニュービジネス協議会副会長、九州経済フォーラム会長、コカ・コーラウエスト株式会社経営諮問委員会委員、特定非営利活動法人子どもの村福岡理事、株式会社西日本シティ銀行監査役（非常勤）、三井グリーンランド株式会社監査役、JR九州エージェンシー株式会社取締役、ジェイアール九州メンテナンス株式会社取締役、住商マテリアル株式会社監査役、南九州観光調査開発委員会長、九州大学総長選考委員、JR九州ラグビー部特別顧問、九州日本香港協会会長、公益財団法人福岡市文化芸術振興財団理事長、公益社団法人日本マーケティング協会副会長、公益財団法人九州大学学術研究都市推進機構副理事長、福岡・マレーシア友好協会副会長、九州沖縄・モンゴル友好協会理事、九州・トルコ協会特別顧問、福岡・大連未来委員会副委員長、公益財団法人集団力学研究所顧問、NPO法人A.S.I.A特別顧問なども務める。2007年7月から在福岡トルコ共和国名誉総領事を務め、2011年から公立大学法人北九州市立大学理事長を務めた。2013年9月一般財団法人産業遺産国民会議理事となる。
NHK経営委員として
2010年12月11日、石原は九州地方代表としてNHK経営委員に就任した。2013年11月、政権交代前の民主党政権下で選任された委員が退任する中、石原の再任が決まった。2013年12月には仕事上のつながりのあった籾井勝人を次期会長に推薦し、同月籾井が会長に就任することとなった。2016年6月28日、NHK経営委員長に選出される。2018年に日本郵政に関する報道に絡み、上田良一会長を経営委員会が厳重注意した際には、委員長に作成権限のある議事録にこのことを記載しなかった。これに関し森下俊三NHK経営委員長職務代行者はこの議事録について、「内規で非公開としている」と答えた。
その他
2011年4月11日北九州市立大学理事長に就任。石原は九州新幹線『つばめ』800系や、『SL人吉』の客車側面に書かれた愛称名も揮毫している。（石原の功績により、同社デザイン顧問の水戸岡鋭治をJR九州が起用したとされている。）。日本会議福岡名誉顧問を務めた。
2019年、旭日重光章受章。